# Варнья
Ва́рнья (эст. Varnja), в начале XX века Воронья (нем. Woronja) — посёлок в волости Пейпсияэре уезда Тартумаа, Эстония. Расположен на западном берегу Чудского озера. Численность населения в 2011 году составляла 171 человек.

## История
Одно из древнейших русских рыбацких поселений на берегу Чудского озера. Первые Письменные упоминания датируются 1582 годом. Деревня являлась центром староверов-федосеевцев в районе Причудья. В 1785 году была освящена деревянная моленная, а в 15 июня 1903 — кирпичный храм.
В 1812 открыта сельская школа. В 1910 открыто почтовое агентство. В посёлке действует "Музей живой истории", экспозиция которого посвящена укладу жизни старообрядцев.

Общий вид деревни Варнья, 1921

## Галерея

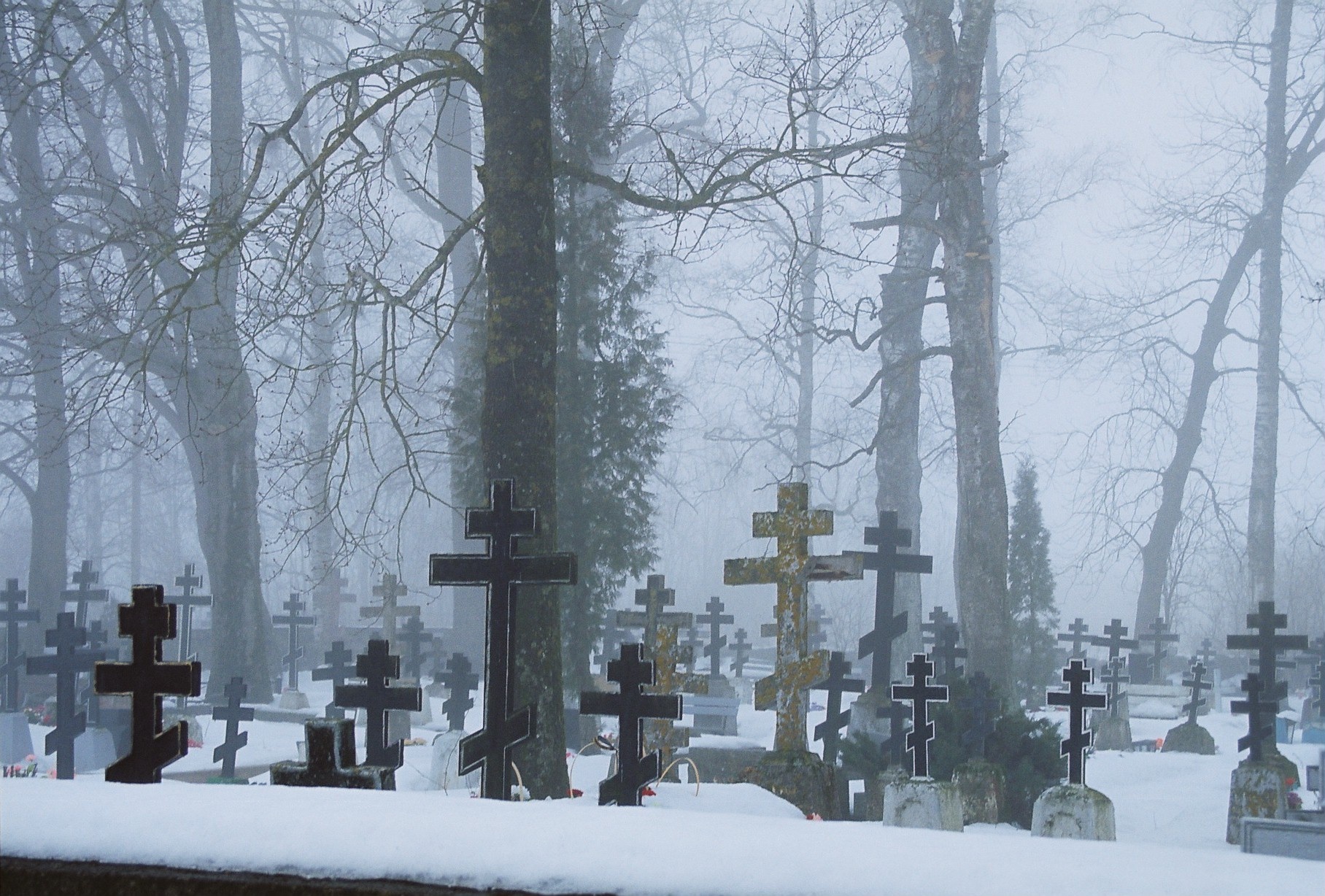
Старообрядческое кладбище в Варнья
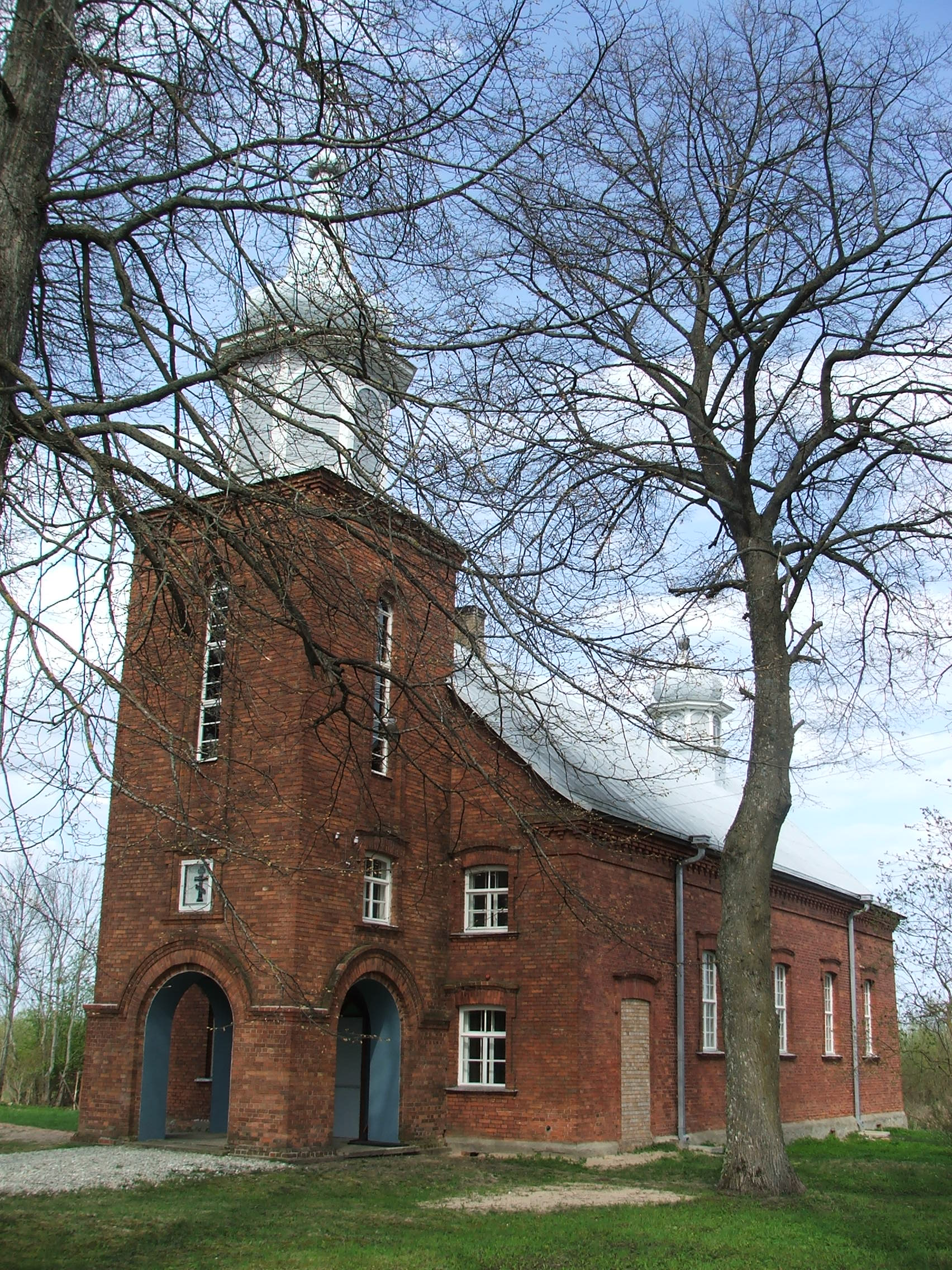
Молитвенный дом старообрядцев в Варнья
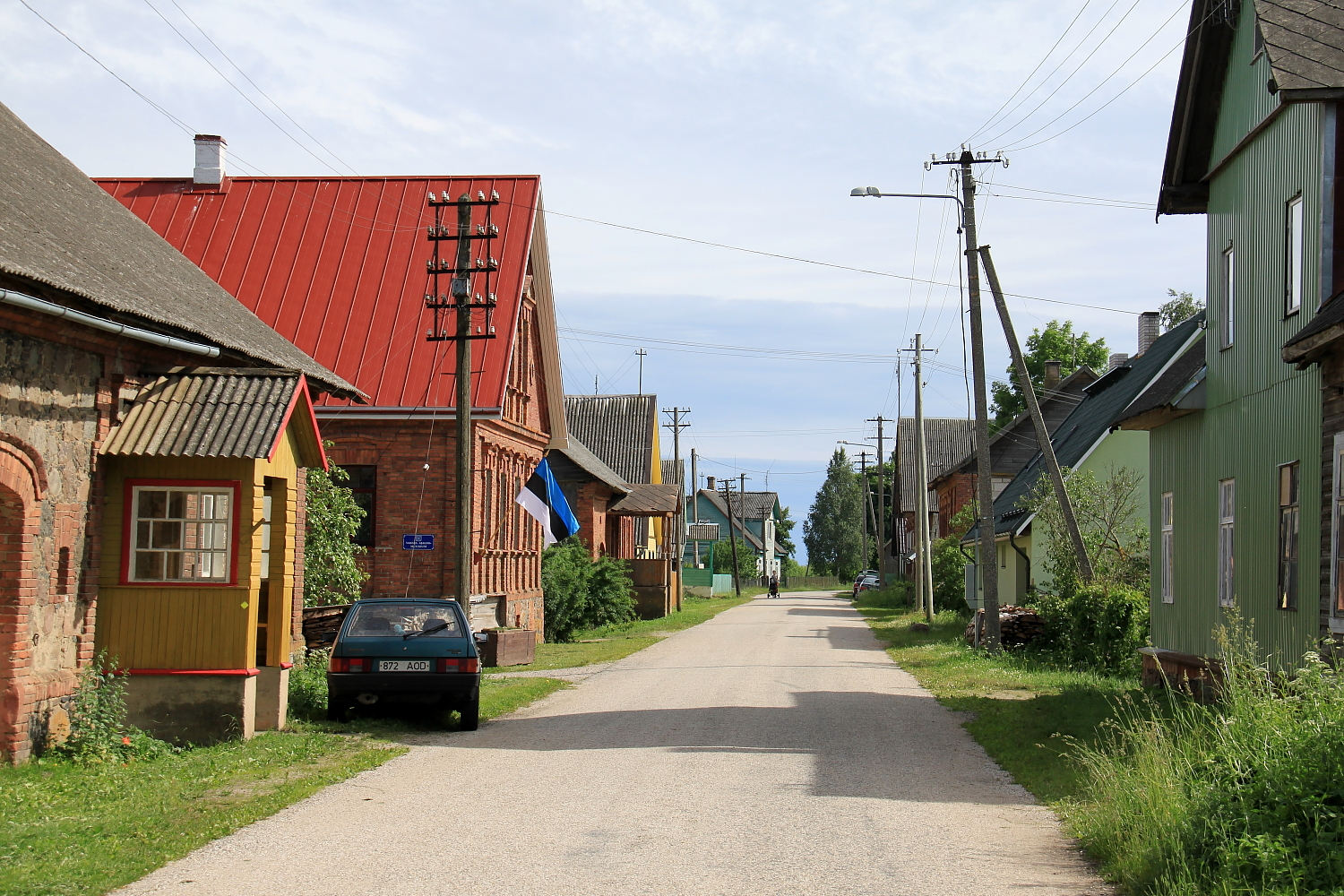
Улица в Варнья
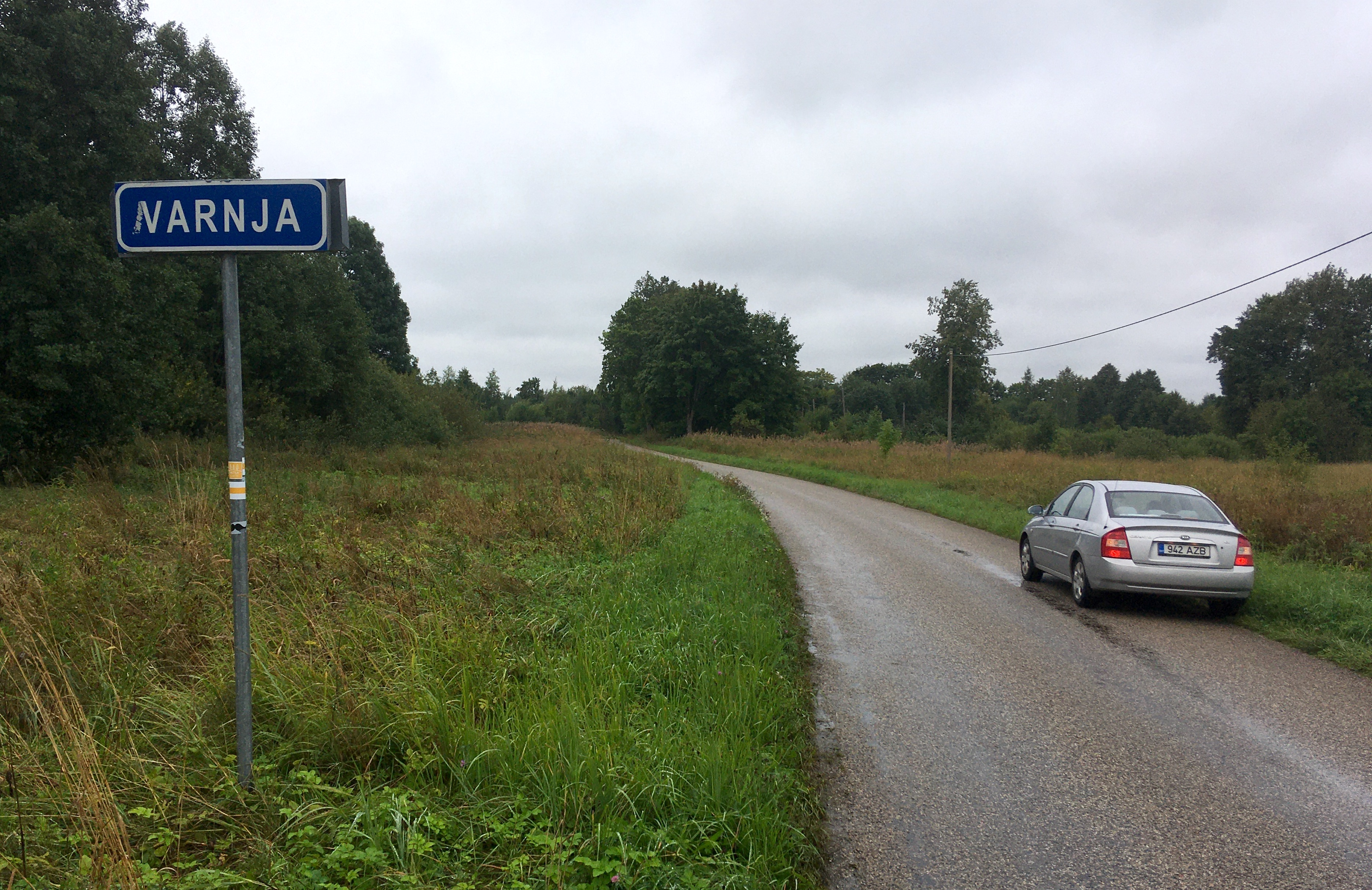
Дорожный знак
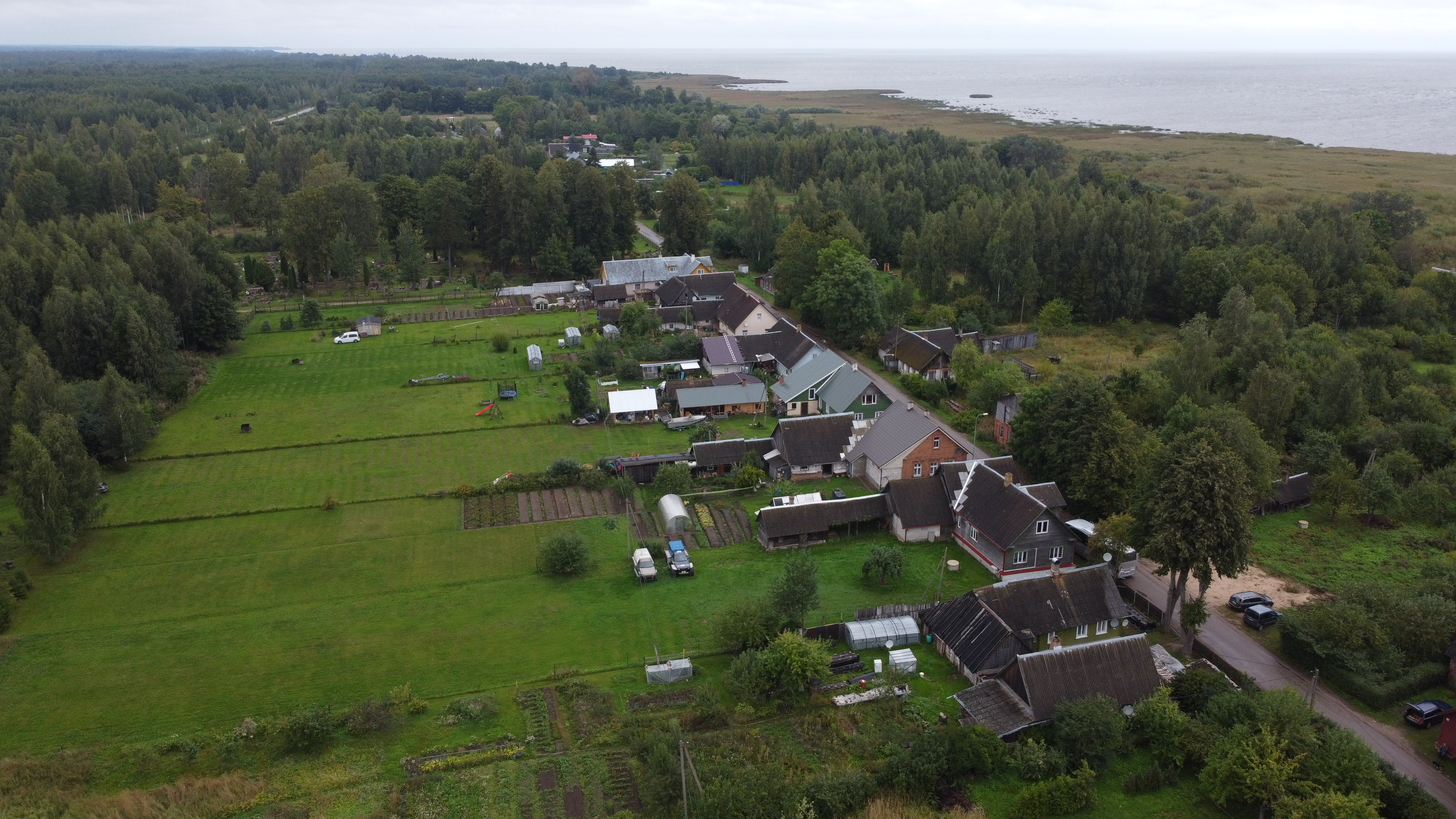
Вид сверху. 2021 год
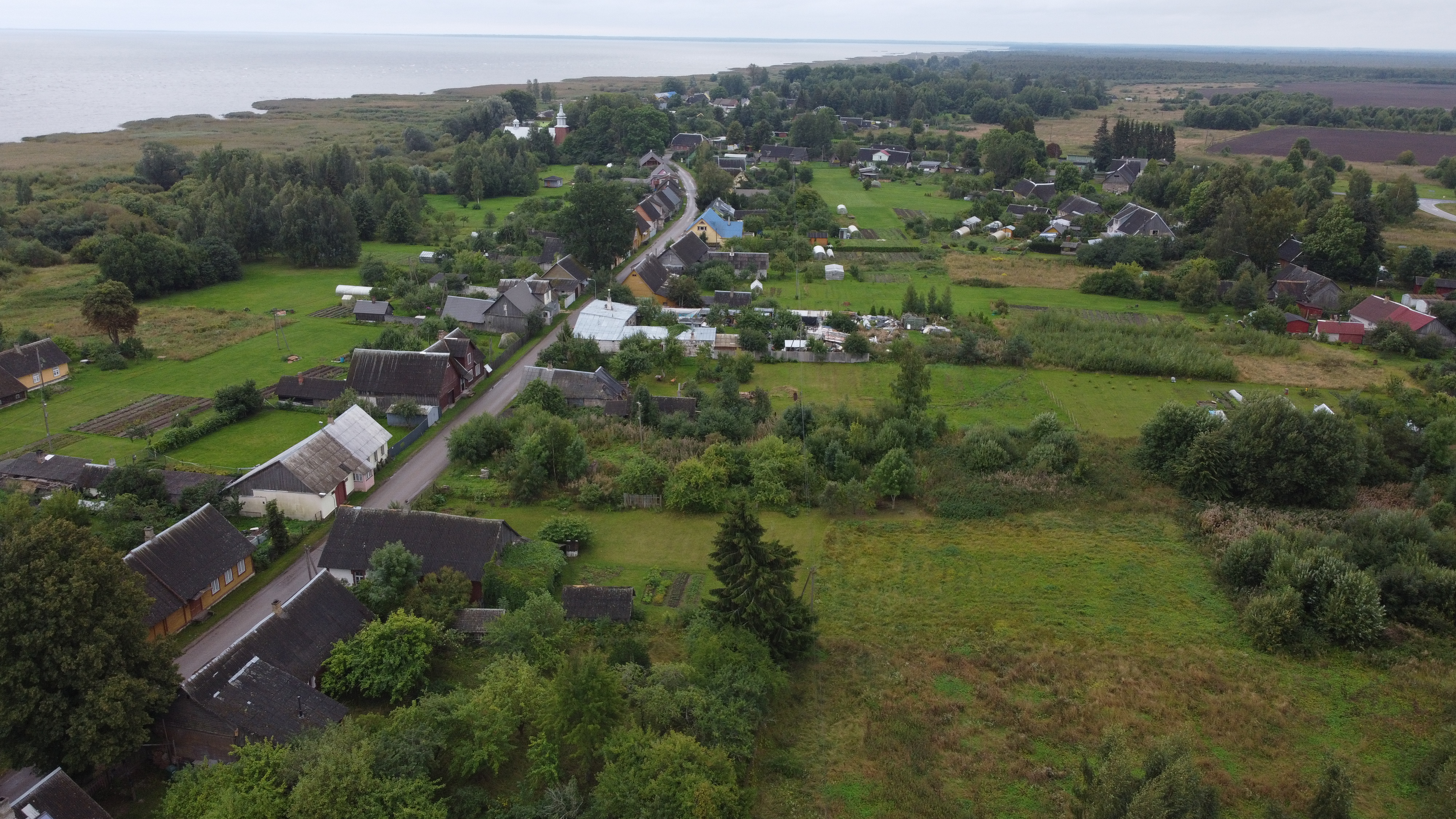
Вид сверху. 2021 год